# وزارت محیط زیست (جمهوری چک)
وزارت محیط زیست (انگلیسی: Ministry of the Environment) یک وزارتخانه دولتی است که در سال ۱۹۹۰ تأسیس شد و بالاترین نهاد حفاظت از طبیعت و محیط زیست در جمهوری چک محسوب می‌شود.

## تاریخچه
این وزارتخانه در سال ۱۹۹۰ تأسیس شد. قبل از تاسیس این وزارتخانه، در زمان جمهوری سوسیالیستی چکسلواکی و قبل از انقلاب مخملی وظایف نهاد محیط زیست بین وزارت فرهنگ، وزارت کشور، وزارت جنگلداری و مدیریت آب تقسیم شده بود و وزارت کشور و محیط زیست نامیده می‌شد و تا سال ۱۹۹۲ در کادر کمیته فدرال محیط زیست اداره می‌شد. از آغاز سال ۱۹۹۳ بود که وزارت محیط زیست جمهوری چک به عنوان یک نهاد مستقل عمل می‌کرد.